# Louis Armstrong Park

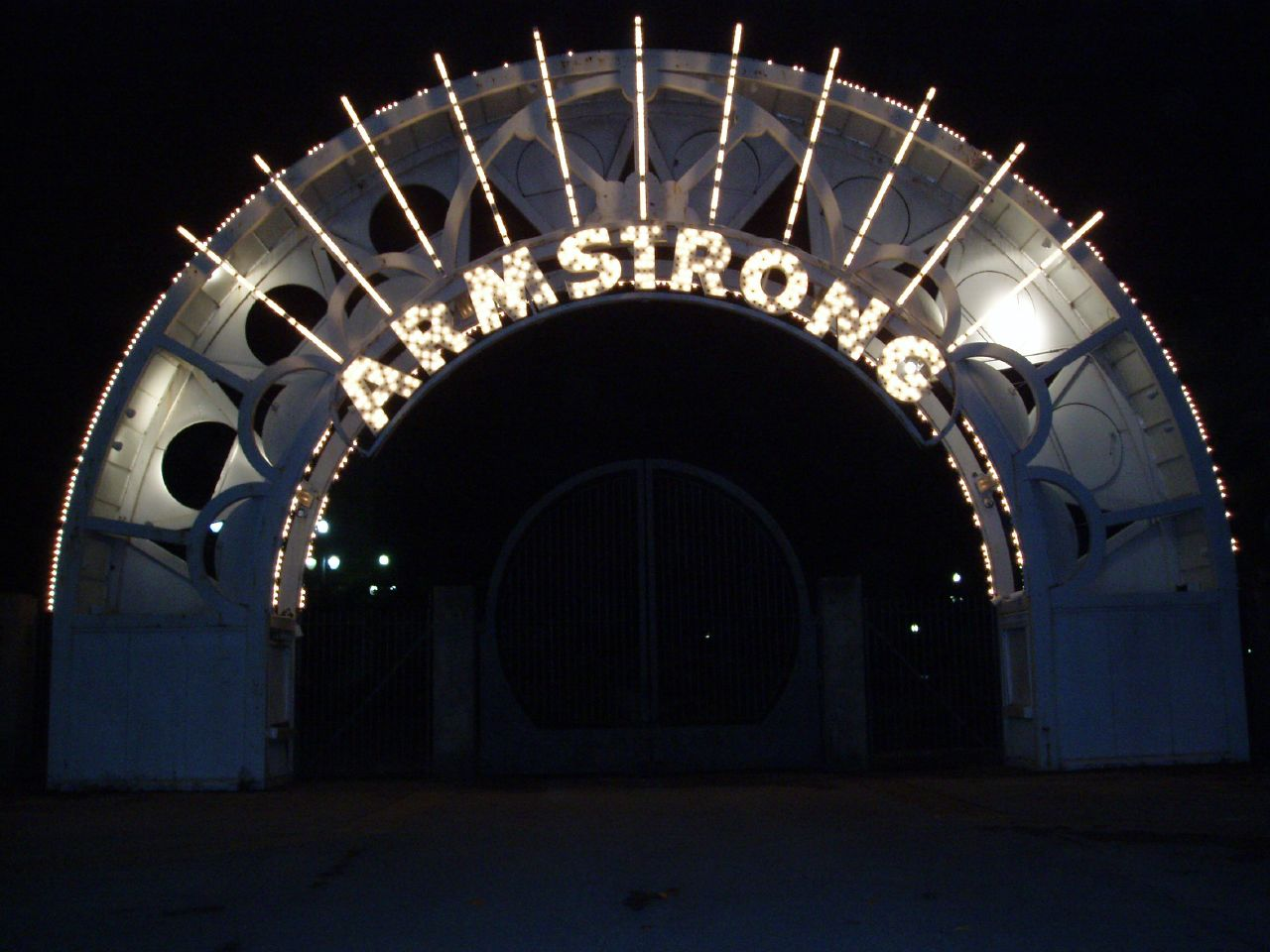
Das Eingangsportal bei Nacht

Der Louis Armstrong Park ist ein Stadtpark in der US-amerikanischen Stadt New Orleans im Bundesstaat Louisiana. Er wurde zu Ehren von New Orleans bekanntestem Sohn, Louis Armstrong, erbaut und befindet sich nördlich des French Quarters.
Der Park liegt, nur getrennt durch die Rampart Street, unmittelbar am Rand des French Quarters im Stadtviertel Treme und umfasst eine Fläche von ca. 130.000 m². Im Park befinden sich das New Orleans Municipal Auditorium, das Mahalia Jackson Theater of the Performing Arts, der Congo Square und Teile des New Orleans Jazz National Historical Park.
1970 und 1971 war der Park erster Veranstaltungsort des New Orleans Jazz & Heritage Festivals.